# Hylomecon japonica
Hylomecon japonica es una especie  de planta  herbácea de la familia de las papaveráceas. Es originaria de China.

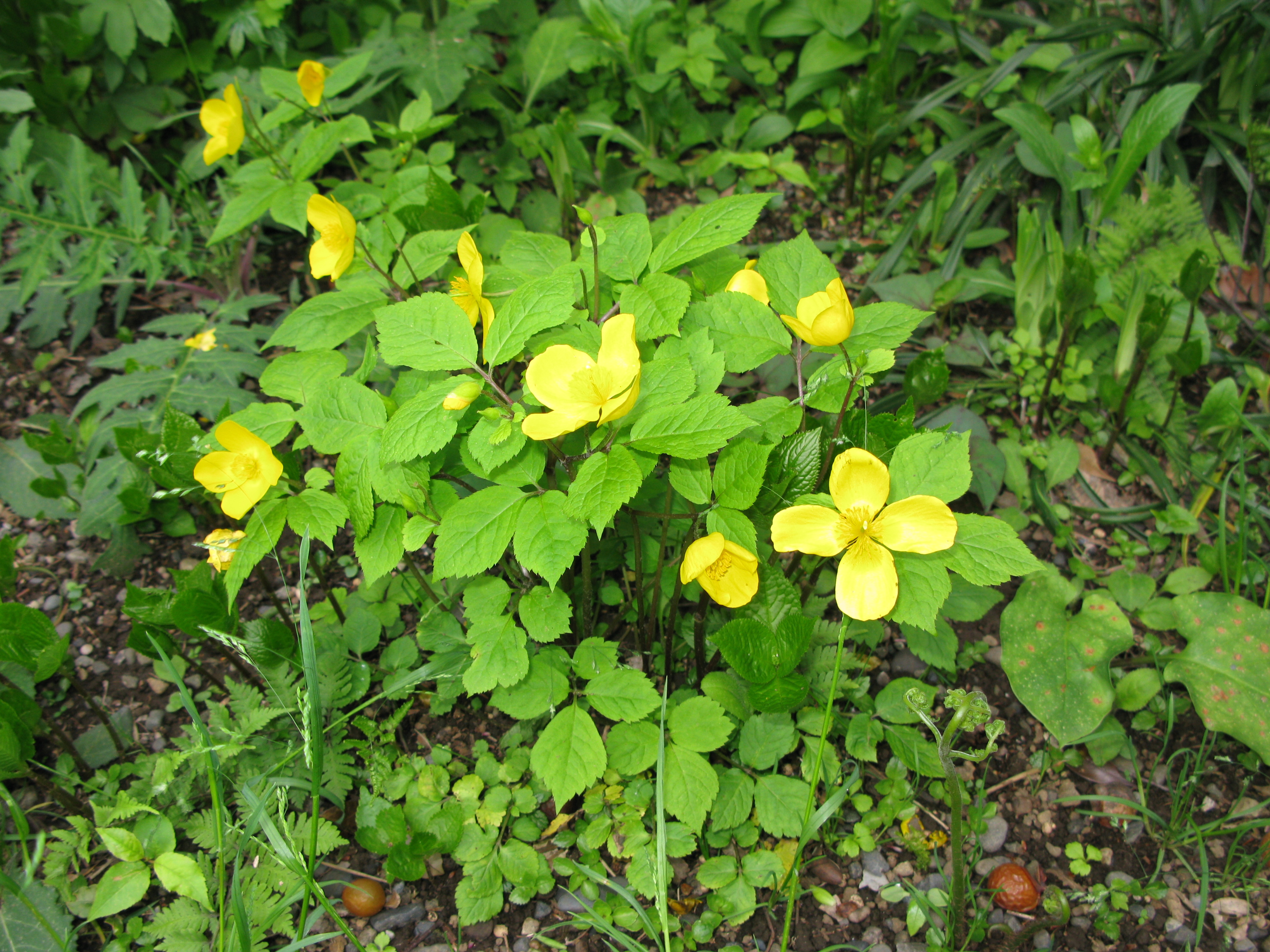
Vista de la planta

## Descripción
Es una planta perenne que se propaga por rizomas, por lo general no más alto de 30 cm. Los hojas son pinnadas por lo general tienen cinco hojuelas verdes suaves, aunque tres y siete también puede ocurrir, cada una con una forma que va desde lanceoladas a oblongo-rómbico, y un patrón de dientes distintos a lo largo de los márgenes. Las flores son de color amarillo brillante de 3.5-5 cm de ancho, comenzando en forma de cuenco, y luego aplanadas con la edad.

## Distribución y hábitat
Se encuentran en sotobosques forestales, márgenes de bosques, zanjas laterales, hábitats sombreados, a una altitudf de 300-2400 metros en Anhui, Gansu, Hebei, Heilongjiang, Henan, Hubei, Jiangsu, Jilin, Liaoning, Shaanxi, Shandong, Shanxi, Sichuan, Zhejiang en China y en Japón, Corea, Rusia (Siberia).

## Taxonomía
Hylomecon japonica  fue descrita por (Thunb.) Prantl & Kündig y publicado en Die Natürlichen Pflanzenfamilien 3(2): 139. 1889.
Sinonimia
var. japonica
- Stylophorum japonicum (Thunb.) Miq.	[3]